# كون كيونغ-وون
كون كيونغ-وون (هانغل: 권경원) هو لاعب كرة قدم كوري جنوبي في مركز الوسط، ولد في 31 يناير 1992 في سول في كوريا الجنوبية يلعب حالياً في نادي خورفكان الإماراتي. شارك مع منتخب كوريا الجنوبية تحت 23 سنة لكرة القدم. أما مع النوادي، فقد لعب مع جونبك هيونداي موتورز ونادي شباب الأهلي.

## وصلات خارجية
- كون كيونغ-وون على موقع رابطة كرة القدم اليابانية للمحترفين (اليابانية)
- كون كيونغ-وون على موقع دوري كوريا الجنوبية (الإنجليزية)
- كون كيونغ-وون على موقع قاعدة بيانات كرة القدم.إي يو (الإنجليزية)
- كون كيونغ-وون على موقع ناشيونال فوتبول تيمز (الإنجليزية)
- كون كيونغ-وون على موقع Soccerway.com (الإنجليزية)
- كون كيونغ-وون على موقع عالم كرة القدم.نت (الإنجليزية)